# Günter Reich (Chemiker)
Günter Reich (* 21. Februar 1928) ist ein deutscher Chemiker. Er war langjähriger Direktor des Forschungsinstitutes für Leder und Kunststoffbahnen in Freiberg, Freistaat Sachsen.

## Leben
Günter Reich studierte Chemie an der Technischen Hochschule Dresden, wo er bei Professor Fritz Stather promovierte und habilitierte. Er wurde 1967 zum Direktor des Deutschen Lederinstitutes berufen. In dieser Funktion war er maßgeblich an den neu aufgenommenen Forschungen zur Entwicklung von Kunstleder beteiligt. 1973 wurde daher dieses Institut in Forschungsinstitut für Leder- und Kunstledertechnologie Freiberg umbenannt. Später kamen zusätzliche Forschungsbereiche wie Sonderwerkstoffe, thermoplastische Polymerverarbeitung und Umweltschutz sowie Abproduktverwertung hinzu.
Ab 1974 war Günter Reich an der Technischen Hochschule Karl-Marx-Stadt Honorarprofessor.
Von April 1992 bis August 1993 amtierte Günter Reich dann als Geschäftsführer des Forschungsinstituts für Leder und Kunststoffbahnen gemeinnützige GmbH in Freiberg. Danach gab er das Amt in jüngere Hände und war als Industrieberater und Wissenschaftsjournalist weiterhin aktiv.
Günter Reich ist verheiratet und hat zwei Söhne. Sein Sohn Tobias ist Kernchemiker an der Universität Mainz. Sein Sohn Sebastian ist Professor für Numerik an der Universität Potsdam.

## Werk
Er legte über 180 Veröffentlichungen vor und besitzt ca. 50 Patente, deren Verfasser oder Mitinhaber er ist. Seine Erfahrungen und Kenntnisse hat er als Dozent und seit 1974 als Honorarprofessor an der TU Chemnitz dem wissenschaftlichen Nachwuchs vermittelt.
Aus Anlass seines 75. Geburtstages in Freiberg am 21. Februar 2003 erschien mit Kunstledereinband und Goldprägung das Werk Vom Kollagen zum Leder. Gesammelte Abhandlungen von Prof. Dr. Günter Reich in Reutlingen bei der Forschungsgemeinschaft Leder.

## Auszeichnungen
1975 erhielt er den Nationalpreises der DDR III. Klasse für Wissenschaft und Technik.
Im Jahre 2013 wurde Günter Reich für sein Lebenswerk mit dem Merit Award vom Weltverband der Gerbereichemiker und Technologen geehrt.